# Guan Xin
Guan Xin (24 de janeiro de 1987) é uma basquetebolista profissional chinesa.

## Carreira
Guan Xin integrou a Seleção Chinesa de Basquetebol Feminino, em Londres 2012 que terminou na sexta colocação. 